# Travis McCabe
Travis McCabe (Prescott, 12 de maig de 1989) és un ciclista estatunidenc professional des del 2013 fins al 2020.

## Palmarès
- 2013
  - Vencedor d'una etapa al Nature Valley Grand Prix
- 2014
  - 1r a l'USA Cycling National Racing Calendar
  - 1r al Winston Salem Cycling Classic
  - Vencedor d'una etapa al Redlands Bicycle Classic
  - Vencedor d'una etapa al Joe Martin Stage Race
  - Vencedor d'una etapa al North Star Grand Prix
  - Vencedor d'una etapa al Cascade Cycling Classic
- 2016
  - Vencedor d'una etapa al Tour de Gila
  - Vencedor d'una etapa al Tour de Utah
  - Vencedor d'una etapa al Redlands Bicycle Classic
  - Vencedor d'una etapa al Joe Martin Stage Race
- 2017
  -  Campió dels Estats Units en Critèrium
  - Vencedor d'una etapa al Herald Sun Tour
  - Vencedor de 2 etapes al Tour de Langkawi
  - Vencedor d'una etapa al Tour de Utah
- 2018
  - Vencedor de 2 etapes al Tour de Utah
  - Vencedor d'una etapa a la Colorado Classic
- 2019
  - Vencedor d'una etapa a la Tucson Bicycle Classic
  - Vencedor d'una etapa al Tour de Langkawi
  - Vencedor d'una etapa al Tour de Gila